# Cono vulcanico del Monte Amiata
Cono vulcanico del Monte Amiata este o arie protejată (arie specială de conservare — SAC, sit de importanță comunitară — SCI) din Italia întinsă pe o suprafață de 6.114 ha, integral pe uscat.

## Localizare
Centrul sitului Cono vulcanico del Monte Amiata este situat la coordonatele 42°53′15″N 11°36′04″E / 42.8875°N 11.601111°E.

## Înființare
Situl Cono vulcanico del Monte Amiata a fost declarat sit de importanță comunitară în iunie 1995 pentru a proteja 25 de specii de animale. Situl a fost protejat și ca arie specială de conservare în mai 2016.

## Biodiversitate
Situată în ecoregiunea mediteraneană, aria protejată conține 13 habitate naturale: Grohotișuri termofile și vest-mediteraneene, Pajiști umede mediteraneene cu ierburi înalte de Molinio-Holoschoenion, Păduri panonice-balcanice de stejar turcesc - stejar sesil, Galerii de Salix alba și de Populus alba, Pajiști uscate seminaturale și facies de acoperire cu tufișuri pe substraturi calcaroase (Festuco-Brometalia) (* situri importante pentru orhidee), Fânețe de joasă altitudine (Alopecurus pratensis, Sanguisorba officinalis), Păduri de fag Asperulo-Fagetum, Păduri de stejar alb estice, Liziere de ierburi înalte hidrofile de câmpie și de nivel montan până la alpin, Ape stătătoare oligotrofe până la mezotrofe, cu vegetație de Littorelletea uniflorae și/sau de Isoëto-Nanojuncetea, Pajiști uscate europene, Peșteri inaccesibile publicului, Păduri de Castanea sativa.
La baza desemnării sitului se află mai multe specii protejate:
- păsări (14): uliu porumbar (Accipiter gentilis), uliu păsărar (Accipiter nisus), șorecarul comun (Buteo buteo), șerpar (Circaetus gallicus), erete cenușiu (Circus pygargus), șoimul rândunelelor (Falco subbuteo), sfrâncioc roșiatic (Lanius collurio), ciocârlie de pădure (Lullula arborea), gaia neagră (Milvus migrans), gaia roșie (Milvus milvus), viespar (Pernis apivorus), codroșul de pădure (Phoenicurus phoenicurus), pitulice sfârâitoare (Phylloscopus sibilatrix), sturzul de vâsc (Turdus viscivorus)
- amfibieni (2): Salamandrina terdigitata, Triturus carnifex
- mamifere (6): liliac cârn (Barbastella barbastellus), lupul (Canis lupus), liliac comun (Myotis myotis), liliacul mediteranean cu potcoavă (Rhinolophus euryale), liliacul mare cu potcoavă (Rhinolophus ferrumequinum), liliacul mic cu potcoavă (Rhinolophus hipposideros)
- nevertebrate (2): Euplagia quadripunctaria, rădașcă (Lucanus cervus)
- reptile (1): șarpele cu patru dungi (Elaphe quatuorlineata)

Pe lângă speciile protejate, pe teritoriul sitului au mai fost identificate 27 de specii de plante, 3 specii de păsări, 3 specii de amfibieni, 9 specii de mamifere, 13 specii de nevertebrate, 6 specii de reptile.